# Teponaztli

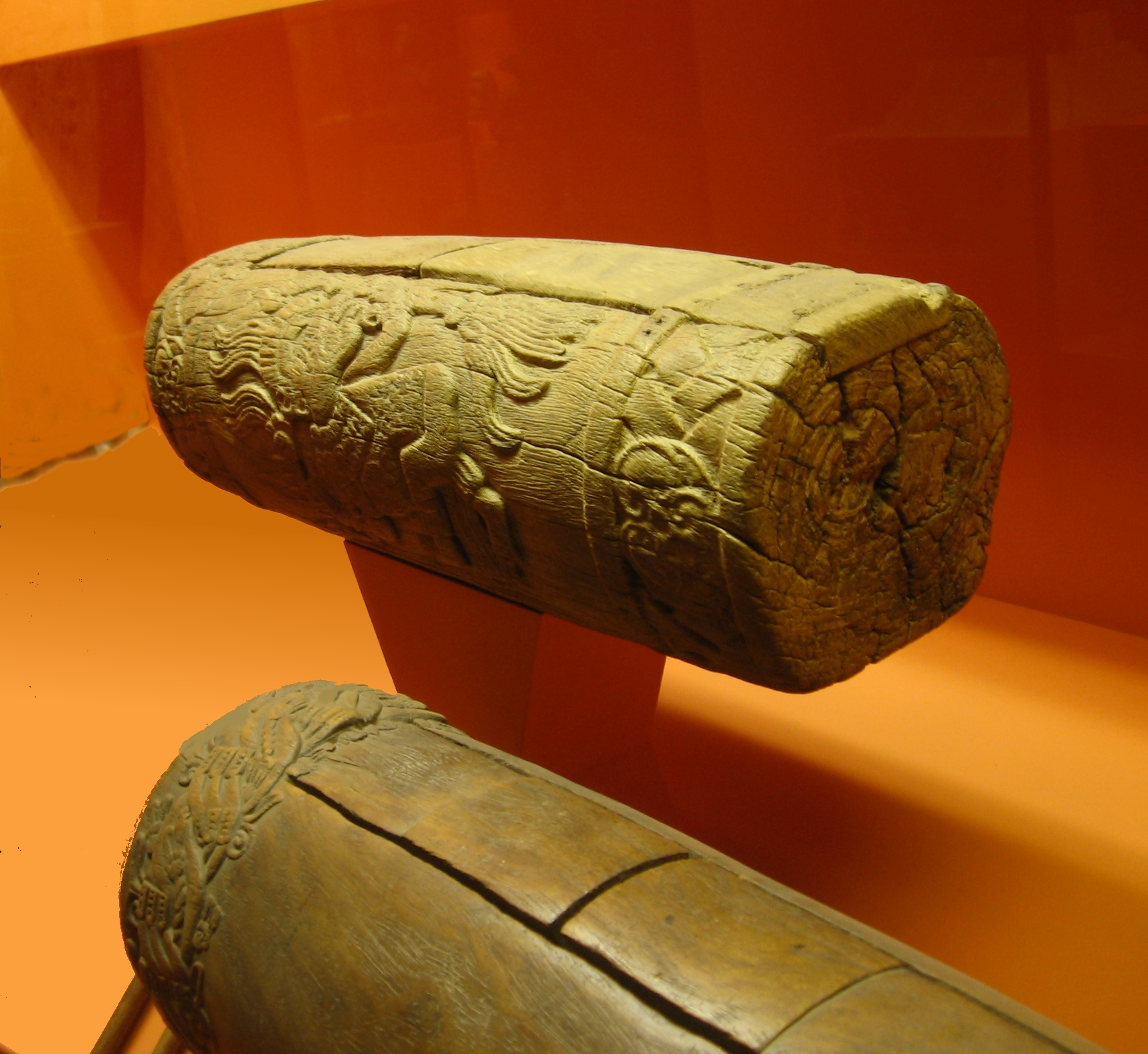
Dos teponaztlis aztecas. Su forma de "H" puede ser observada en la parte superior del tambor -- nótese que una de las lenguas es más grande que otra.

El teponaztli, teponaztle, teponaxtli, teponaxtle, tinco, teponahuaztli, tepenahuasqui, tunkul, bit'e (en México) o tun (en Guatemala y El Salvador) es un instrumento musical del tipo de tambor de hendidura. Es de origen mesoamericano, fue utilizado por los aztecas, los mayas y otras culturas del Período posclásico mesoamericano.

## Descripción
Básicamente, consiste en un tronco de árbol grueso, ahuecado por debajo para que se forme una cámara de resonancia. Este instrumento se elabora con troncos huecos de madera dura, a menudo endurecidos al fuego. Como la mayoría de los tambores de hendidura, el teponaztli cuenta con tres aberturas en su parte superior, cortadas en forma de "H". El teponaztli, teponaztle, teponaxtli, teponaxtle, tinco, teponahuaztli, tepenahuasqui, tunkul, bit'e o tun es un instrumento musical del tipo de tambor de hendidura.

## Ejecución instrumental
Las lenguas que se forman al realizar las hendiduras son golpeadas con pelotas de goma sobre mazos (una especie de baquetas llamadas huitziles que a menudo son hechas de madera o astas de ciervo) o bien con los dedos. Dado que las lenguas son de distintas longitudes, o talladas en diferentes grosores, el teponaztli produce dos alturas diferentes, por lo general a intervalo de tercera o de cuarta. Del tamaño de las lengüetas depende el alcance de su sonido, debido a esto fue utilizado como instrumento de guerra, en ceremonias mágico religiosas, y también para transmitir mensajes en la selva.
En Guatemala, se utiliza en muchas danzas, principalmente en el Rabinal Achi conocido también como Xajooj Tun, que en español significa "Danza del tun". También es utilizado en la Danza de los venados (no confundirla con la Danza del Venado que se baila en Sonora y Sinaloa, en México).

## Galería
|                 |
| Vista de perfil |

|                                                                    |
| Lado superior, nótese las lengüetas y la hendidura en forma de "H" |

|                                              |
| Lado inferior, apréciese el ahuecado interno |

|                          |
| Una vista en perspectiva |

|                                         |
| Teponaztli tradicional de los tlahuicas |

|                                                                         |
| Teponaztli exhibido en el Museo de Culturas Populares, Ciudad de México |

| |
| Un dibujo del Códice florentino del siglo XVI que muestra una ceremonia de Una Flor con un teponaztli (primer plano) y un huehuetl (fondo) |

|                                                                              |
| Este es un tipo de teponaztli hecho con caparazón de tortuga o ayotapalcatl. |